# オオセ
オオセ Orectolobus japonicus（大瀬、英: Japanese wobbegong）は、テンジクザメ目オオセ科に属するサメ。キリノトブカなど地方名多数。全長1mの底生性のサメで、オオセ科では日本近海に分布する唯一の種。

## 分布・生息域
太平洋西部、南日本から朝鮮半島、フィリピン、東シナ海、東南アジアにかけて分布する。沿岸の水深200mまでの砂泥質の海底や岩礁、サンゴ礁などに生息する。
日本近海からはオオセ科3種が報告されていたが、後藤 (2008) によりクモハダオオセ O. maculatus およびカラクサオオセ O. ornatus の2種は日本には分布しないことが明らかになった。

## 形態
全長100cm。体型は上下に押しつぶされたような縦扁型。吻は平たく、丸い。口はほぼ頭部前面に幅広く開口する。口の辺縁には複数の皮弁が存在するが、オオセは皮弁数が7-10本であること、先端が二叉することが特徴であり同定のキーとなる。噴水孔は涙型で大きい。
体色は全体的に褐色のまだら模様で、薄褐色、濃褐色、灰色などの雲状斑が大小モザイク状に配列し、全身に小白色斑が散在する。背鰭2基は体後方に位置する。胸鰭はやや大きい。臀鰭は尾鰭のごく近くに付く。尾鰭は上葉が長く、欠刻がある。下葉はない。

## 生態
詳しい生態や生息数に関してはよく分かっていない。体色の模様はカモフラージュであり、夜行性で海底や岩などに姿を隠している。待ち伏せ捕食型で、底生の硬骨魚類や甲殻類、サメ、エイなどを狙う。
卵胎生。21-23cmの子どもを最大20-27尾まで産む。妊娠期間は約1年と推定される。

## 人との関わり
日本では漁獲され食用になる。その他、中国、台湾、韓国、ベトナムなどでも漁獲される。
近づくと咬まれる危険性がある。